# Ораны (Львовская область)
Ораны (укр. Орани) — село в Бродовской городской общине Золочевского района Львовской области Украины.
Население по переписи 2001 года составляло 87 человек. Занимает площадь 0,43 км². Почтовый индекс — 80644. Телефонный код — 3266.